# Uranotaenia rutherfordi
Uranotaenia rutherfordi är en tvåvingeart som beskrevs av Edwards 1922. Uranotaenia rutherfordi ingår i släktet Uranotaenia och familjen stickmyggor.
Artens utbredningsområde är Sri Lanka. Inga underarter finns listade i Catalogue of Life.